# Marco Hausjell
Marco Hausjell (6 giugno 1999) è un calciatore austriaco, centrocampista del St. Pölten.

## Caratteristiche tecniche
È un esterno sinistro.

## Carriera

### Club
Cresciuto nel settore giovanile dell'Admira Wacker M., debutta in prima squadra l'11 febbraio 2018 giocando l'incontro di Bundesliga austriaca vinto 2-1 contro il Rapid Vienna.

## Statistiche
Statistiche aggiornate al 29 gennaio 2021.

### Presenze e reti nei club
| Stagione        | Squadra          | Campionato      | Campionato | Campionato | Coppe nazionali | Coppe nazionali | Coppe nazionali | Coppe continentali | Coppe continentali | Coppe continentali | Altre coppe | Altre coppe | Altre coppe | Totale | Totale | Totale |
| Stagione        | Squadra          | Comp            | Pres       | Reti       | Comp            | Pres            | Reti            | Comp               | Pres               | Reti               | Comp        | Pres        | Reti        | Pres   | Reti   |        |
| --------------- | ---------------- | --------------- | ---------- | ---------- | --------------- | --------------- | --------------- | ------------------ | ------------------ | ------------------ | ----------- | ----------- | ----------- | ------ | ------ | ------ |
| 2017-2018       | Admira Wacker M. | BL              | 13         | 2          | CA              | 0               | 0               |                    | -                  | -                  |             | -           | -           | 13     | 2      |        |
| 2019-2020       | Horn             | 1L              | 27         | 11         | CA              | 2               | 1               |                    | -                  | -                  |             | -           | -           | 29     | 12     |        |
| 2020-2021       | Admira Wacker M. | BL              | 12         | 1          | CA              | 1               | 0               |                    | -                  | -                  |             | -           | -           | 13     | 1      |        |
| Totale carriera | Totale carriera  | Totale carriera | 52         | 14         |                 | 3               | 1               |                    | 0                  | 0                  |             | -           | -           | 55     | 15     |        |